# Maximiliano de Habsburgo (1583–1616)
Maximiliano Ernesto de Habsburgo  (Graz, 17 de novembro de 1583 - ?, 18 de fevereiro de 1616) foi arquiduque da Áustria. Foi a décima criança e o quarto filho do arquiduque Carlos II de Áustria e de Maria Ana de Baviera. Seus avós paternos foram o imperador romano-germânico Fernando I e Ana da Boêmia e Hungria, e seus avós maternos, o duque Alberto V da Baviera e a arquiduquesa Ana de Áustria (irmã mais velha de seu pai).
Não teve descendência. Pouco se sabe sobre sua vida.